# NGC 355
NGC 355 je galaksija u zviježđu Kit.

## Vanjske poveznice
- SEDS: NGC 355